# Martyrs chartreux

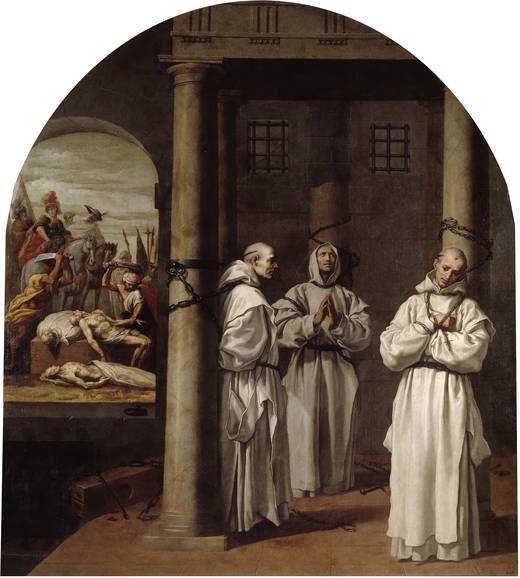
Le Martyre des prieurs chartreux de Londres, Nottingham et Axholme (toile de Vincenzo Carducci)

Les martyrs chartreux forment un groupe de moines ermites catholiques de l’ordre des Chartreux qui, en différents pays et différentes époques de l’histoire, moururent en haine de la foi catholique et sont reconnus comme martyrs par l’Église catholique.
Ordre religieux fondé par saint Bruno en 1084 les chartreux sont des ermites stricts cherchant l’anonymat le plus complet, jusque dans et après la mort. Cela ne les a pas empêchés d’être victimes de conflits interconfessionnels parfois violents ou de la haine antireligieuse, et plusieurs moururent pour leur attachement à la foi catholique. L’Église catholique les reconnaît comme martyrs, même si les Chartreux eux-mêmes ne font rien pour promouvoir leur cause en canonisation ou leur vénération. 

## Liste des martyrs
- Durant la Révolution hussite en Bohême au XVe siècle, les chartreuses comme les autres établissements et institutions catholiques furent attaquées. En 1421, la chartreuse de Prague fut mise à sac et plusieurs de ses membres périrent.

- En 1537, au cours de la réforme anglaise la chartreuse de Londres est dissoute et ses membres sont emprisonnés et plus tard exécutés car ils refusent de reconnaître toute autorité spirituelle au roi. Dix-huit d'entre eux sont béatifiés en 1886 par Léon XIII; trois d'entre eux (Augustine Webster, John Houghton et Robert Lawrence) sont canonisés en 1970 par Paul VI avec le groupe des Quarante martyrs d'Angleterre et de Galles.

- En 1572, lors de la Révolte des Pays-Bas les chartreuses de Delft et de Ruremonde sont attaquées, entraînant la mort de Dom Justus van Schoonhoven et d'autres.

- Durant la période de troubles qui suivit la Révolution française, des moines chartreux perdent la vie, comme de nombreux autres religieux et laïcs, car ils refusent le serment constitutionnel. On compte parmi eux notamment Dom Pierre Brizard noyé dans les pontons de Nantes, les Pères André Jacquet, Marcel Liottier, Michel Poncet, Étienne Ballet et Anthelme Monier, guillotinés à Lyon à la fin de l'année 1791. Il y a eu aussi Claude Beguignot et Lazare Tiersot morts sur les pontons de Rochefort en 1794, qui furent béatifiés par Jean-Paul II en 1995.

- En 1936, pendant la guerre civile d'Espagne, les chartreux comme les autres sont visés par l'anticléricalisme généralisé.  Six frères chartreux de Montealegre sont assassinés. Deux d'entre eux, ont été reconnus comme martyrs.

- En septembre 1944, à la fin de l'occupation allemande en Italie, douze frères chartreux de Farneta, avec plus de soixante personnes qui ont trouvé refuge au monastère, ont été massacrés par les forces d'occupation allemandes. Ils sont fusillés pour avoir « caché des juifs, des résistants et des politiciens antifascistes ».